# Jean-Claude Thoenig
Jean-Claude Thoenig (* 1940 in Biel) ist emeritierter Forschungsdirektor an der Dauphine Recherche en Management der Universität Paris-Dauphine nach seiner mehrjährigen Tätigkeit als Professor an Insead. Neben seiner Lehr- und Forschungstätigkeit wirkte Thoenig auch als Consultant für multinationale Unternehmen und Regierungsorganisationen.

## Werdegang
In Biel zweisprachig aufgewachsen wechselte Thoenig später nicht nur Sprache und Disziplin, sondern auch Land: Er nahm zusätzlich zur schweizerischen auch die französische Staatsbürgerschaft an. Der Sohn eines Geschäftsmanns studierte Betriebswirtschaftslehre an der Universität Neuenburg (1959). Da ihm dies nicht ausreichend war, studierte er schliesslich Soziologie an der Universität Genf,. und schloss 1963 mit einem Master ab 1963 bis 64 assistierte er anschliessend an der Universität Genf und wechselte dann an das Centre national de la recherche scientifique (CNRS) in Paris, wo er bis 1974 weiterarbeitete. Er wurde an die École polytechnique fédérale de Lausanne berufen, wo er 1975–77 lehrte. 77/78 arbeitete er am Institut d’études politiques de Bordeaux in Bordeaux und wechselte schliesslich 1979 an das INSEAD in Fontainebleau, wo er ab 1984 als ordentlicher Professor bis 2006 lehrte. Er wirkte weiterhin als Forschungsdirektor der CNRS und 1984 bis 2003 auch noch am Dauphine Recherche en Management. Daneben nahm er Gastprofessuren an der Universität Stanford (1974, 1977, 1979, 1980, 1982, 1985), Harvard University (1975) und der University of California, Berkeley (1987, 1988, 1991) wahr.
Neben diesen Lehrtätigkeiten beriet Thoenig von 1973 bis 1978 auch die École nationale d’administration (ENA) in Paris, sass 1996 bis 99 einem wissenschaftlichen Beratungsgremium in Paris vor, leitete stellvertretend von 1994 bis heute das Institut supérieur du commerce de Paris und ist Mitgründer, erster Vorsitzender und 1997 bis 2005 Board-Mitglied der European Group for Organizational Studies (EGOS). In den beiden wichtigsten Entwicklungsphasen der EGOS übernahm Thoenig eine Schlüsselstellung: bei der Gründung als erster Vorsitzender und später bei der Stiftungsgründung wiederum als Vorsitzender.
Thoenig ist seit 1999 verheiratet mit der Soziologin Catherine Paradeise. Er hat zwei Kinder, Jérôme (1969) und Mathias Thoenig (1972).

## Forschungsinteressen
Thoenigs Beiträge zu den Sozial- und Managementwissenschaften befassen sich mit der Soziologie von Organisationen, politischer Soziologie, Politikanalyse und öffentliche Verwaltung. Er untersuchte die Mechanismen, mit denen in der Praxis ein Ausgleich zwischen verschiedenen Organisationen wie lokalen, regionalen und nationalen Regierungen erzielt wird auch unter Einbeziehung der Wirkungen von privatrechtlichen Organisationen. Dabei betrachtet Thoenig die stark unterschiedlichen Zielsetzungen und Wahrnehmungen, die Organisationen von sich selbst und der Umwelt haben und die Methoden zum Erreichen von Kompromissen. Er untersuchte innovative Ansätze im Felder Organisationssoziologie, beispielsweise Mechanismen von über Organisationsgrenzen hinweg wechselwirkender Steuerungsmechanismen. Er erarbeitete interpretative Modelle nationaler und territorialer Regierungen, Beziehungen zwischen Regierungen, Modernisierung, Dezentralisierung, Technokratie und Politik.
Seine aktuellen Projekte befassen sich mit höherer Bildung und Themen der Forschungsorganisation, beispielsweise der Steuerung nationaler Forschungspolitik und der universitären Bildungseinrichtungen der EU-Länder und die Erzeugung von akademischer Qualität durch Universitäten und ihre Untereinheiten (Abteilungen, Schulen etc.).
Seine Forschungen zu kommerziellen Unternehmen haben unterschiedliche Ansätze zur Theorie des Unternehmens beleuchtet sowie den Markt als soziales Konstrukt untersucht. Seine letzten aktiven Jahre betreute Thoenig empirische Forschungen zu Unternehmen, die aus Mergers & Acquisitions entstanden sind, zum Management von Veränderungen und Steuerung von solchen Prozessen. Daneben untersucht Thoenig die kognitiven Aspekte von Organisationen, beispielsweise die aktions-orientierte Sprache von Managern sowie die Wechselwirkung zwischen strategischem Handeln und Organisationsfunktionen. Mit David Courpasson arbeitete Thoenig auch über die die Rebellion von Managern gegen die auferlegten Zwänge. Seine Forschungen bevorzugen Ansätze, die lokale Ordnungsvorstellungen und alternative Perspektiven zur Institution einnehmen, darunter auch die Netzwerktheorien.
Jean-Claude Thoenig war der Mitgründer von mehreren professionellen Organisationen und Forschungseinrichtungen, so wie die European Group for Organizational Studies (EGOS), der École de Paris du management, GRALE (Groupement de recherche sur l'administration locale en Europe), einem Forschungsnetzwerk zur öffentlichen Verwaltung in Europa, sowie der ersten französischen Schule für öffentliche Verwaltung von Städten und Regionen. Innerhalb des CNRS gründete er GAPP, das erste forschungszentrum für politische Analyse in Frankreich.

## Ehrungen
Thoenig wurde vom Schweizerischen Nationalfonds gefördert und von der Ford Foundation. Das CNRS ehrte ihn 1978 mit einer Bronze-Medaille, die École polytechnique fédérale in Lausanne 1978 mit einem Ehrendoktor. Er ist seit 1982 Honorary Fellow der University of Birmingham, seit 1999 Mitglied der Ehrenlegion (Chevalier de la Légion d’Honneur) und seit 2000 Officier du Mérite Agricole. 2005 ernannte die EGOS ihn zum Ehrenmitglied und Arndt Sorge verfasste die Laudatio zu diesem Anlass. 2006 wurde er Ehrenmitglied der Fondazione ISTUD in Stresa (Italien).

## Bibliografie
137 Arbeiten in 207 Veröffentlichungen von Thoenig werden von 2442 Bibliotheken in 6 Sprachen vorgehalten. Er arbeitete mit Michel Crozier, David Courpasson, François Dupuy, Yves Mény, Jean-Noel Kapferer und weiteren.
- 2009: L’organisation et ses langages: Interpréter pour agir. Laval, Presses universitaires de Laval (mit Claude Michaud)
- 2008: Quand les cadres se rebellent. Paris, Vuibert (mit David Courpasson)
- 2007: The Marking Enterprise. Business Success and Societal Impact, London, Palgrave (mit Charles Waldman)
- 2005: De l’entreprise marchande à l’entreprise marquante. Paris, Editions d’Organisation (mit Charles Waldman)
- 2005: Piloter la réforme de la recherche, Futuribles, 306, März: 21-40 (mit C. Paradeise)